# Гульев, Пётр Павлович

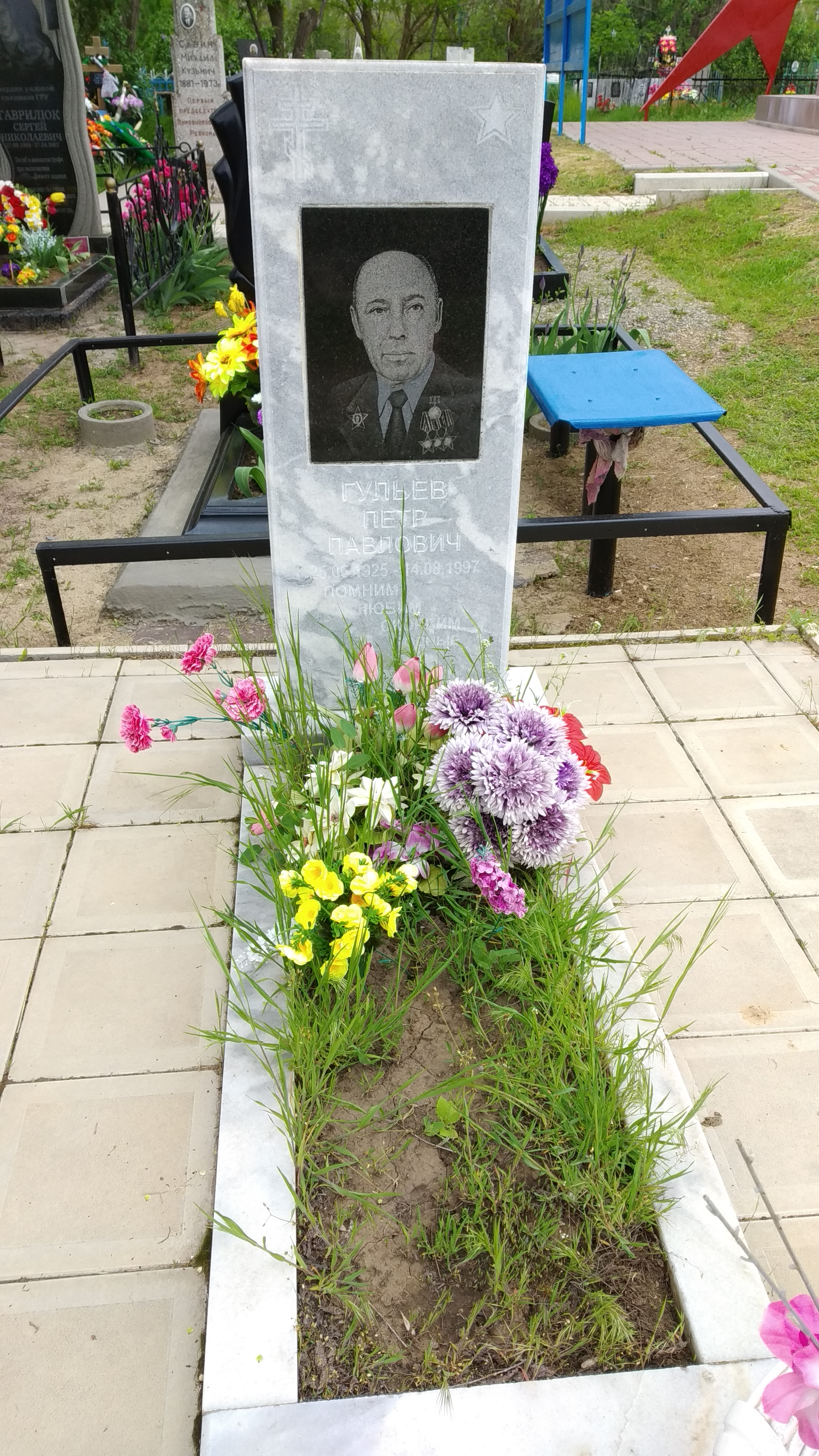
Памятник П. П. Гульеву на кладбище в

Пётр Павлович Гульев (25 июня 1925, Благовещенка, Сибирский край — 14 августа 1997, Зимовники, Ростовская область) — командир отделения 98-й отдельной гвардейской разведывательной роты (96-я гвардейская стрелковая дивизия, 28-я армия, 3-й Белорусский фронт), гвардии старший сержант — на момент представления к награждению орденом Славы 1-й степени.

## Биография
Родился 25 июня 1925 года в селе Благовещенское Калачинского района (ныне — Омской области). В 1930 году с родителями переехал в поселок Зимовники Ростовской области. Здесь окончил 10 классов, работал токарем в ремонтной мастерской Иловайской МТС. Восстанавливал боевую технику: танки, артиллерийские тягачи.
19 января 1943 года был призван в Красную Армию. С июля того же года на фронте. После обучения в 9-м запасном стрелковом полку 2-й гвардейской армии направлен в отдельную роту технического обслуживания полевого армейского артиллерийского склада. В первых боях на реке Миус, при штурме горы Саур-могила, был ранен. После госпиталя был направлен в 98-ю отдельную гвардейскую разведывательную роту, с корой прошёл до конца войны. Освобождал Белоруссию и Польшу.
В ночь на 25 июня 1944 года в тылу противника у села Густая Дуброва гвардии сержант Гульев в составе разведывательной группы разгромил штаб батальона. Разведчики захватили ценного «языка» — офицера-штабиста и карту минных полей. Приказом от 26 июня 1944 года гвардии сержант Гульев Пётр Павлович награждён орденом Славы 3-й степени.
21 августа 1944 года у разъезда Дача Мостувка гвардии старший сержант Гульев с группой бойцов выдвинулся за передний край, разведал расположение огневых средств противника, которые вскоре были поражены, обеспечил успех атаки. В ходе боя, уничтожив расчет вражеского пулемета, огнём из него поддерживал наступление стрелкового подразделения. Приказом от 15 сентября 1944 года гвардии старший сержант Гульев Пётр Павлович награждён орденом Славы 2-й степени.
Ночью 10 января 1945 года в районе населенного пункта Кишен перед наступлением наших подразделений разведал передний край противника, пути обхода его инженерных заграждений. Указом Президиума Верховного Совета СССР от 19 апреля 1945 года за исключительное мужество, отвагу и бесстрашие в боях с вражескими захватчиками гвардии старший сержант Гульев Пётр Павлович награждён орденом Славы 1-й степени. Стал полным кавалером ордена Славы.
В последующий боях разведчик Гульев участвовал в штурме Берлина, войну закончил в столице Чехословакии Праге. Стал офицером, член ВКП/КПСС с 1945 года. В 1946 году был демобилизован.
Вернулся в Ростовскую область. Жил в поселке Зимовники. В 1947 году окончил школу по подготовке руководящих кадров в городе Новочеркасске, в 1958 году — Ростовскую высшую партийную школу. Работал главным агрономом Мокро-Гашунской МТС, начальником Зимовниковской райсельхозинспекции, директором совхоза, директором Дома научно-технического прогресса, государственным инспектором по закупкам и качеству сельскохозяйственных продуктов Зимовниковского района.
Был депутатом и председателем постоянной комиссии райсовета, председателем Зимовниковского районного Совета ветеранов войны и труда.
Капитан в отставке П. П. Гульев скончался 14 августа 1997 года.

## Награды
- орден Богдана Хмельницкого 3-й степени,
- Орден Отечественной войны 1-й степени,
- Орден Красного Знамени,
- Орден Красной Звезды,
- орден Славы 3-х степеней,
- медали, в том числе:
  - «За отвагу»,
  - «За победу над Германией».

## Память
В честь Героя Великой Отечественной войны названа улица в поселке Зимовники.